# Adolf von Catty
Adolf von Catty (Groß-Enzersdorf, 23 ottobre 1823 – Vienna, 9 maggio 1897) è stato un generale e politico austriaco.

## Biografia
Dopo essersi diplomato all'Accademia militare Teresiana di Wiener Neustadt, Catty si arruolò nell'esercito austriaco col grado di sottotenente nel 1842 e nel 1849 venne nominato capitano nello Stato maggiore del Quartiermastro generale. Combatté il 19 marzo 1849 a Novosilice, per la quale venne insignito della croce al merito militare. Venne poi ferito nel corso della battaglia di Podherning il 22 aprile 1849, nel corso dell'avanzata contro Munkacs, combattendo poi nella battaglia di Komorn. Dall'Ungheria si spostò poi nello Schleswig-Holstein, dove combatté durante la prima guerra dello Schleswig dal 1850 al 1851. Nel 1856 ottenne il grado di maggiore e divenne capo di stato maggiore generale della terza armata austriaca. Combatté quindi nel teatro Italiano nel 1859, distinguendosi in particolar modo nella battaglia di Magenta ed in quella di Solferino; in quest'ultimo scontro riuscì a riconquistare un'intera batteria di artiglieria che era stata data per perduta, motivo per cui venne proposto per la promozione a tenente colonnello ed il 20 ottobre 1859 gli venne conferita la croce di cavaliere dell'Ordine militare di Maria Teresa, oltre alla III classe della Corona Ferrea e ad altre onorificenze estere. Il 13 marzo 1862, l'imperatore Francesco Giuseppe d'Austria lo elevò al rango di barone.

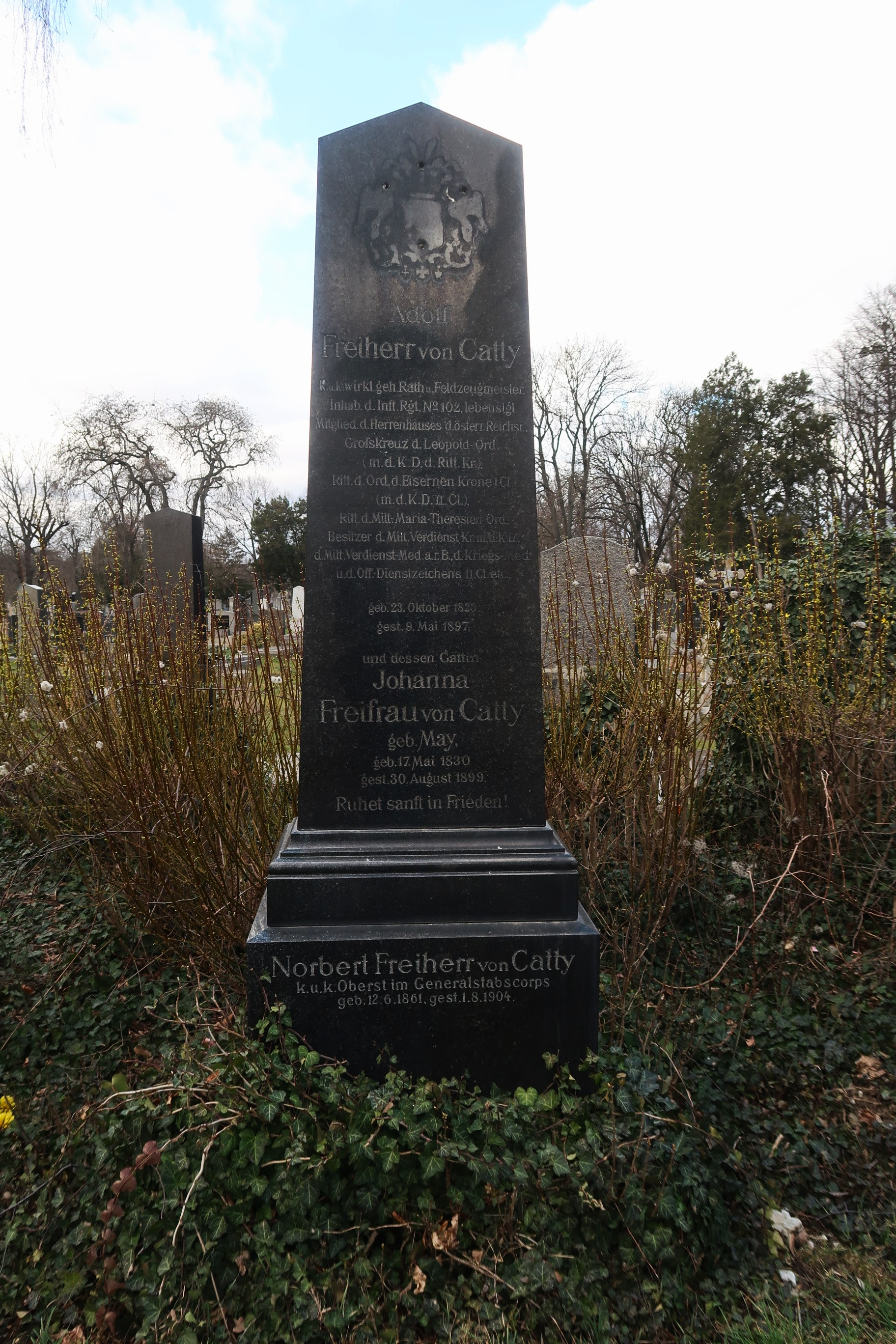
La tomba del generale Catty a Vienna

Col grado di colonnello e capo di stato maggiore del 3° corpo d'armata, nel 1866 prese parte alla guerra austro-prussiana e venne ferito gravemente nel corso della battaglia di Sadowa nell'area di Chlum. Gli venne quindi conferita la II classe dell'Ordine della corona Ferrea e quella di cavaliere dell'Ordine di Leopoldo.
Il 23 aprile 1869 venne promosso al grado di maggiore generale e quindi feldmaresciallo il 25 ottobre 1875. Sarebbe dovuto divenire capo di stato maggiore dell'esercito nel 1876 alla morte del generale Franz von John di cui era stato il vice, ma l'interferenza dell'arciduca Alberto d'Asburgo-Teschen che desiderava in tale posizione in uomo "di maggior determinazione", portò alla nomina del barone Anton von Schönfeld. A Catty venne assegnato il comando della IV divisione di fanteria di stanza a Brno.
Nominato comandante militare della piazzaforte di Bratislava il 18 ottobre 1881, nel 1883 venne spostato al comando del V corpo d'armata e gli venne assegnato anche il comando del 102° reggimento di fanteria. Promosso al grado di Feldzeugmeister dal 1° novembre 1884, venne pensionato il 1° marzo 1889. Divenne quindi senatore a vita. Alla sua morte venne sepolto nel cimitero centrale di Vienna. Il celebre compositore Franz Lehar compose la "Marcia di Catty" in suo onore.
Sposò Johanna May (nata il 17 maggio 1830), ma da questa unione non ebbe eredi.